# Oh! My Girl!
Oh! My Girl (オー!マイ・ガール!!?, Ō! Mai Gāru!!) è un dorama autunnale in 9 puntate di Nippon Television mandato in onda nel 2008.

## Trama
Kotaro è un ragazzo ventiquattrenne che lavora in una piccola rivista settimanale e nel tempo libero si diletta a scrivere; il suo sogno è diventare un romanziere online, tramite un libro pubblicato via cellulare.
Ma la tranquilla quotidianità del giovane viene bruscamente interrotta dall'irrompere nella scena di sue donne; la nipote di sei anni di una persona famosa e la sua baby sitter. Kotaro si trova ben presto costretto dalle circostanze "avverse" a convivere sotto lo stesso tetto di questa "bambina prodigio".
Le differenze caratteriali esplodono e varie controversie e scontri ne derivano: si svilupperà un intenso rapporto d'amore-odio tra i protagonisti della vicenda. Tuttavia, attraverso questa forzosa coabitazione Kotaro giunge lentamente a comprender ed infine ad apprezzare cosa significhi realmente aver il calore d'una vera famiglia attorno a sé.

## Protagonisti
- Mokomichi Hayami - Yamashita Kotaro
- Rosa Katō - Takamine Mineko
- Riko Yoshida - Anne Sakurai
- Rie Tomosaka - Makiko Yasuno
- Yoshinori Okada - Ken Ishida
- Arata Furuta - Hirofumi Sugawara
- Hitomi Takahashi - Kae Shibuya
- You - Hinako Ozora
- Jingi Irie - Yuta Shibuya
- Nobuo Yana
- Norihisa Hiranuma - Atsushi Hirakawa
- Takeshi Kaga - Kazuo Ishizaka
- Yasuto Kosuda
- Nahoko Yoshimoto
- Satoru Matsuo - epi 2
- Seishiro Kato - epi 2,4,6
- Kazuaki Hankai - epi 2,6
- Takashi Ukaji - epi 3
- Tomoharu Hasegawa - epi 4

## Episodi
1. I am not a servant! A little spoiled actress arrives at the house
2. There is no money! The dog and the girl are homeless children?
3. Korean star panic? Co-habitation confusion clears up!
4. Daddy's Test!! What is there to scold? The slap of love due to the fire
5. A novelist's debut decided. Dream and chance are worth 800 000 Yen
6. Mommy's back? A lie and the real present
7. The secret bared? A true story that only I can write
8. The Daddy who didn't die! Real intentions of a man who does not get acquainted with Father
9. We are family, a bond between mother and daughter... The decision of bidding farewell